# État islamique
Cet article concerne le régime politique. Pour l'organisation djihadiste, voir État islamique (organisation).

Carte montrant les statuts constitutionnels de l'islam en 2009 dans les pays musulmans :
État islamique déclaré.
Islam déclaré religion d'état.
Aucune déclaration constitutionnelle.
État laïc.

Un État islamique est un État dont l'islam est la religion d'État : le régime politique, la législation et l'organisation des institutions s'inspirent en tout ou en partie du Coran, de la charia ou d'autres préceptes religieux.
Selon les pays, cela peut se traduire par des mises en œuvre très différentes. Par exemple, en République islamique d'Iran, les dirigeants élus sont soumis au contrôle de théologiens, selon le principe du velayat-e faqih : ce régime peut être qualifié de théocratie. En Arabie saoudite, les oulémas disposent également d'un rôle direct dans le gouvernement du pays qui dispose d'une police religieuse mais le pouvoir reste exercé par les autorités civiles.
Des pays donnent un rôle plus ou moins important à la charia dans leur constitution. Par exemple, la Constitution des Maldives indique que le président exerce son mandat selon les principes de la charia et accorde aux citoyens le droit de se défendre devant les tribunaux et de jouir de leurs propriétés selon les mêmes principes. En Égypte, l'article 2 de la Constitution indique que « Les principes de la charia sont la source principale de la législation ». Dans d'autres pays, la charia n'est pas mentionnée dans la constitution mais est à l'origine du droit de la famille  (Pakistan, Inde pour les citoyens musulmans, Aceh en Indonésie par exemple) alors que le reste du droit en est déconnecté.
De nombreux pays à majorité musulmane font de l'islam leur religion d'État mais les conséquences d'une telle reconnaissance varient d'un pays à l'autre. Plus globalement, l'Organisation de la Coopération Islamique (OIC/OCI) regroupe actuellement 57 États.

## Liste des régimes incluant ou ayant inclus le mot «islamique» dans leur nom
| Régime                                            | Pays               | Dates d'existence |
| ------------------------------------------------- | ------------------ | ----------------- |
| Émirat islamique d'Afghanistan                    | Afghanistan        | depuis 2021       |
| République islamique de Gambie                    | Gambie             | 2015-2017         |
| État islamique (organisation)                     | Irak et Syrie      | depuis 2006       |
| République islamique d'Afghanistan                | Afghanistan        | 2004-2021         |
| État transitoire islamique d'Afghanistan          | Afghanistan        | 2002-2004         |
| Émirat islamique de Byara (en)                    | Irak               | 2001-2003         |
| Émirat islamique d'Afghanistan                    | Afghanistan        | 1997-2001         |
| Émirat islamique du Badakhchan (en)               | Afghanistan        | 1996              |
| État islamique d'Afghanistan                      | Afghanistan        | 1992-2002         |
| Émirat islamique de Kounar (en)                   | Afghanistan        | 1991              |
| État révolutionnaire islamique d'Afghanistan (en) | Afghanistan        | 1981-1996         |
| République islamique d'Iran                       | Iran               | depuis 1979       |
| République fédérale islamique des Comores         | Comores            | 1978-2001         |
| République islamique de Mauritanie                | Mauritanie         | depuis 1958       |
| République islamique du Pakistan                  | Pakistan           | depuis 1956       |
| État islamique d'Indonésie                        | Indonésie          | 1949-1962         |
| République islamique turque du Turkestan oriental | Turkestan oriental | 1933-1934         |